# Convoi HX 28
Le convoi HX 28 est un convoi passant dans l'Atlantique nord, pendant la Seconde Guerre mondiale. Il part de Halifax au Canada le 18 mars 1940 pour différents ports du Royaume-Uni et de la France. Il arrive à Liverpool le 2 avril 1940.

## Composition du convoi
Ce convoi est constitué de 61 cargos :
- Royaume-Uni : 47 cargos
- France : 3 cargos
- Grèce : 3 cargos
- Norvège : 6 cargos
- États-Unis ou  Grèce : 2 cargos[réf. nécessaire]

## L'escorte
Ce convoi est escorté en début de parcours par :
- les destroyers canadiens : HMCS Ottawa, NCSM Saguenay et NCSM Skeena
- Un cuirassé britannique : HMS Royal Sovereign

## Le voyage
Les destroyers canadiens quittent le convoi le 14 mars. Le cuirassé quitte l'escorte le 27 mars. Il est relayé par les destroyers HMS Antelope et HMS Warwick (en) (uniquement jusqu'au 28 mars pour ce dernier).
L'escorte varie souvent jusqu'à l'arrivée.
| Navire           | Début de l'escorte | Fin de l'escorte |
| ---------------- | ------------------ | ---------------- |
| HMS Antelope     | 27 mars 1940       | 2 avril 1940     |
| HMS Warwick (en) | 27 mars 1940       | 28 mars 1940     |
| HMS Havock       | 28 mars 1940       | 28 mars 1940     |
| HMS Vanessa (en) | 28 mars 1940       | 2 avril 1940     |
| HMS Vimy         | 29 mars 1940       | 29 mars 1940     |

Le cargo britannique Lucerna prend du retard dès le départ mais arrive à rejoindre le convoi le 29 mars.
Néanmoins, le convoi arrive sans problème.